# 35ª edizione dei Directors Guild of America Award
La 35ª edizione dei Directors Guild of America Award si è tenuta il 12 marzo 1983 al Beverly Hilton Hotel di Los Angeles e all'Hotel Plaza di New York e ha premiato i migliori registi nel campo cinematografico, televisivo e pubblicitario del 1982. Le nomination sono state annunciate il 30 gennaio 1983.

## Cinema
- Richard Attenborough – Gandhi
- Taylor Hackford – Ufficiale e gentiluomo (An Officer and a Gentleman)
- Wolfgang Petersen – U-Boot 96 (Das Boot)
- Sydney Pollack – Tootsie
- Steven Spielberg – E.T. l'extra-terrestre (E.T. the Extra-Terrestrial)

## Televisione

### Serie drammatiche
- David Anspaugh – Hill Street giorno e notte (Hill Street Blues) per l'episodio Luci rosse a Hill Street[3] (Personal Foul)
- Paul Bogart – American Playhouse per l'episodio Weekend
- Marc Daniels – Saranno famosi per l'episodio E il vincitore è... (And the Winner Is…)

### Serie commedia
- Alan Alda – M*A*S*H per l'episodio Dove c'è volontà c'è guerra (Where There's a Will, There's a War)
- James Burrows – Cin cin per l'episodio Intervista Sam (Sam at Eleven)
- Noam Pitlik – Taxi per l'episodio Jim's Inheritance

### Film TV e miniserie
- Marvin J. Chomsky – I diari del Terzo Reich (Inside the Third Reich)
- Jack Hofsiss – The Elephant Man
- Delbert Mann – The Member of the Wedding

### Documentari e trasmissioni d'attualità
- Perry Miller Adato – Great Performances per la puntata Carl Sandburg: Echoes and Silences
- Don Mischer – Kennedy Center Honors per la puntata del 25 dicembre 1982
- Marty Pasetta – 50ª edizione dei Premi Oscar

### Trasmissioni musicali e d'intrattenimento
- Don Mischer – Shirley MacLaine... Illusions
- Jim Drake – Second City Television per la puntata The Days Of The Week/Street Beef con Bill Murray
- Clark Jones – Night of 100 Stars

### Documentari
- Robert Guenette – Great Movie Stunts: Raiders of the Lost Ark
- David Heeley – Starring Katharine Hepburn
- Harry Moses – Jean Seberg

## Pubblicità
- Joe Pytka – spot  per Bud Light (Baseball; Basketball), Henry Weinhard's (Future/Gallup)
- William Dear – spot  per Budweiser (Here's To You), KIMN (Patron; Waitresses), ABC Sports (Promo)
- Stuart Hagmann – spot  per Chiesa di Gesù Cristo dei santi degli ultimi giorni (Video Games), Coca-Cola (Soccer)
- Richard Loew – spot  per The Travelers Companies (Auto), IBM (Bakery), American Express (City Terrace), Fotomat (Grandmothers), 7 Up (Of Course You Do)
- Norman Toback – spot  per Activision (River Raid), Straw Hat Pizza (Tim Conway/Horse), GTE (Trip)

## Premi speciali

### Premio D.W. Griffith
- John Huston

### Premio Frank Capra
- William Beaudine Jr.
- William C. Gerrity

### Premio per il membro onorario
- Elia Kazan
- Robert Wise